# Émeline Saint-Georges
Émeline Saint-Georges, née le 5 avril 2000 à Gleizé dans le Rhône, est une footballeuse française évoluant au poste de défenseure.

## Biographie

### Carrière en club
Émeline Saint-Georges commence le football dans sa région, au SL Val d'Azergues Châtillon, puis au Dommartin Tour ACFC. Elle intègre en 2009 le centre de formation de l'Olympique lyonnais, et y gravit tous les échelons jusqu'aux U19. En 2018, elle rejoint l'US Saint-Malo, en Division 2. Avec ce club, elle s'impose en défense centrale et dispute 19 matchs, dont 16 comme titulaire.
Après avoir effectuée la saison 2019-2020 au LOSC, elle signe à l'ASJ Soyaux en D1.

### Carrière en sélection
Émeline Saint-Georges passe par les différentes catégories d'âge de l'équipe de France, des U16 aux U20. Elle participe au sacre des Bleuettes lors du championnat d'Europe des moins de 19 ans 2019.

## Palmarès
France -19 ans
- Euro -19 ans (1)
  - Vainqueur en 2019

## Statistiques
| Saison                | Club                  | Championnat           | Championnat | Championnat | Coupe(s) nationale(s) | Coupe(s) nationale(s) | Total | Total |
| Saison                | Club                  | Division              | M.          | B.          | M.                    | B.                    | M.    | B.    |
| 2018-2019             | US Saint-Malo         | Division 2            | 19          | 0           | 1                     | 0                     | 20    | 0     |
| Sous-total            | Sous-total            | Sous-total            | 19          | 0           | 1                     | 0                     | 20    | 0     |
| 2019-2020             | LOSC Lille            | Division 2            | 10          | 0           | 2                     | 0                     | 12    | 0     |
| Sous-total            | Sous-total            | Sous-total            | 10          | 0           | 2                     | 0                     | 12    | 0     |
| 2020-2021             | ASJ Soyaux            | Division 1            | 2           | 0           | 0                     | 0                     | 2     | 0     |
| Sous-total            | Sous-total            | Sous-total            | 2           | 0           | 0                     | 0                     | 2     | 0     |
| Total sur la carrière | Total sur la carrière | Total sur la carrière | 31          | 0           | 3                     | 0                     | 34    | 0     |